# Berlina (carruaje)

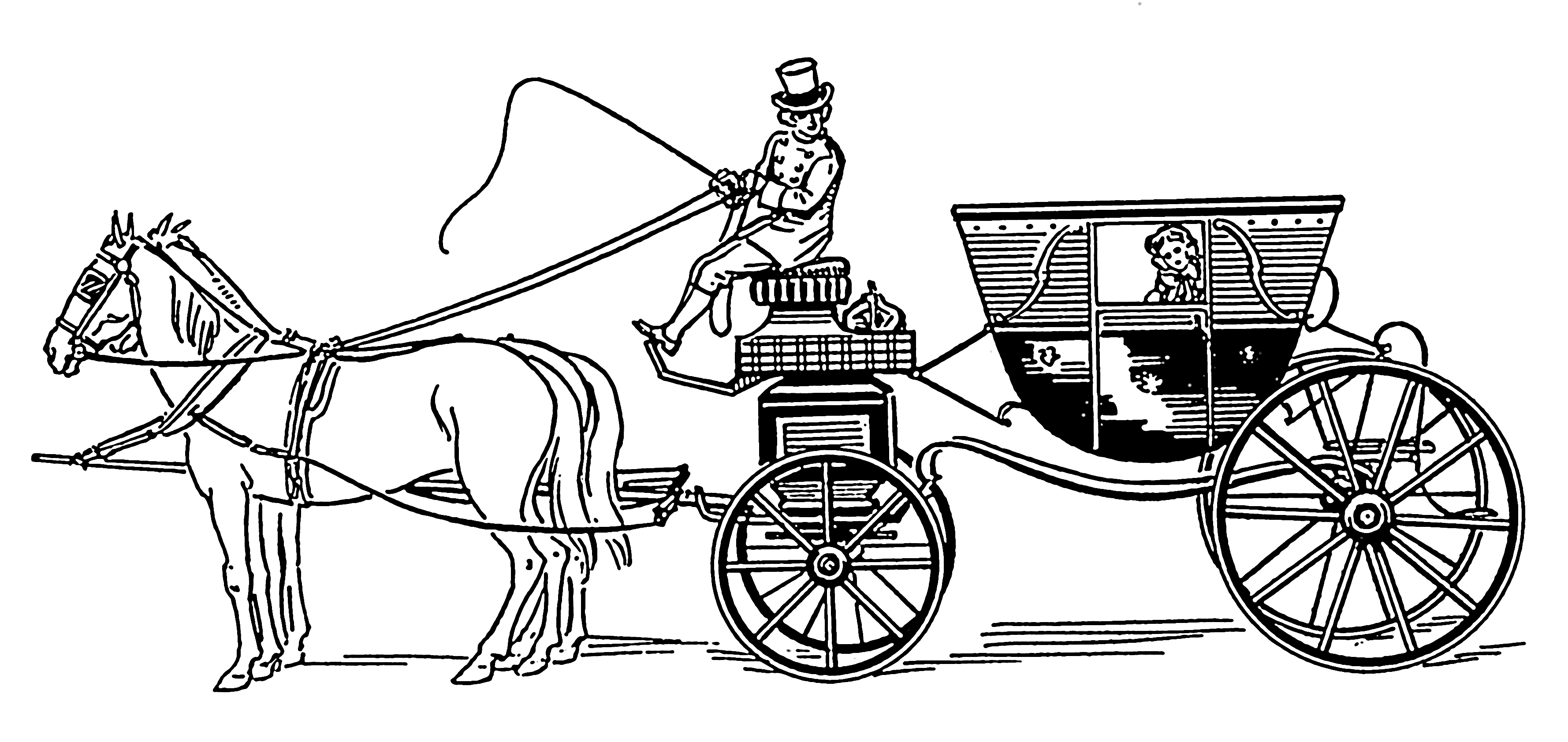
Berlina

Una berlina es un carruaje completamente cerrado de caja cuadrada por la parte superior y redonda o en forma de barco por la inferior, con curvatura cóncava para el paso del juego delantero. Su nombre proviene de «Berlín», ciudad alemana donde se idearon y ejecutaron los primeros carruajes tirados por caballos hacia el año 1670.
Una berlina tiene cuatro plazas y puertas laterales con cristales a corredera. El pescante se sitúa como prolongación de la parte anterior de la caja o va sobre armadura unida a la suspensión en el juego delantero. El montaje se realiza sobre cuatro resortes de ballesta y a veces, también sobre ocho. El atalaje se puede hacer indistintamente en limonera, lanza o flecha.